# Peter Pan Bus Lines
Peter Pan Bus Lines est une entreprise de transport américaine de passagers par bus opérant dans plusieurs États du Nord-Est des États-Unis.

## Histoire
Peter Pan Bus Lines est fondée en 1933 sous le nom de Yellow Cab Air Line à Springfield (Massachusetts).

## Réseau
Plus de quatre millions de passagers utilisent ses lignes chaque année. Les plus importantes d'entre elles relient Boston, Providence (Rhode Island), Springfield, Hartford, New York, Philadelphie, Baltimore et Washington (district de Columbia).

## Boltbus
En 2008, Greyhound Lines et Peter Pan Bus Lines lancent la marque low cost de transport en autobus Boltbus. La nouvelle entreprise casse alors les prix, certains billets intervilles ne coûtent que $1 dollar,.